# رئيس البرازيل
حمل كل رؤساء البرازيل لقب رئيس الجمهورية (بالبرتغالية: Presidente da República‏). وقد استخدم هذا اللقب من قبل جميع الدساتير في البرازيل منذ إعلان الجمهورية للإشارة إلى رئيس السلطة التنفيذية.
ومع ذلك، ومنذ إعلان الجمهورية في عام 1889 وحتى عام 1967 كانت اسم البلاد رسميا هو جمهورية الولايات المتحدة البرازيلية ، وهكذا كان العنوان الكامل للرؤساء من ديودورو دا فونسيكا وحتى هومبرتو كاستيلو برانكو هو رئيس جمهورية الولايات المتحدة البرازيلية.
في يوم 15 مارس 1967، غُير اسم البلاد الرسمي إلى «جمهورية البرازيل الاتحادية». في الحين ذاته، وتولى أرتور دا كوستا إي سيلفا منصب الرئيس. وبالتالي، فإن جميع رؤساء البرازيل من ذاك الحين قد حملوا لقب رئيس جمهورية البرازيل الاتحادية.

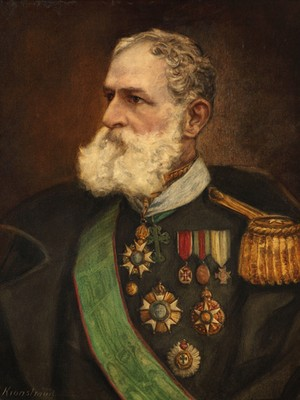
الأولالمارشال ديودورو دا فونسيكا1889–1891
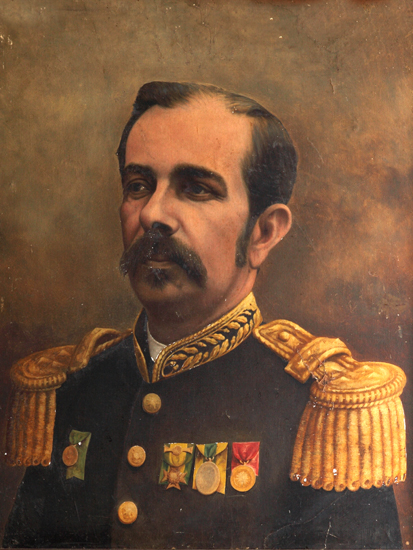
الثانيالمارشال فلوريانو بيكسوتو1891–1894
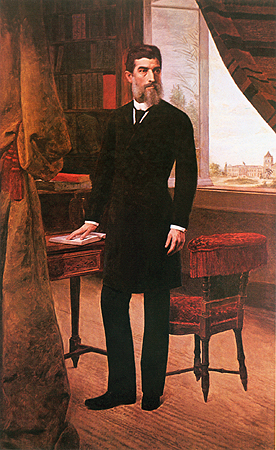
الثالثبرودنت دي مورايس1894–1898
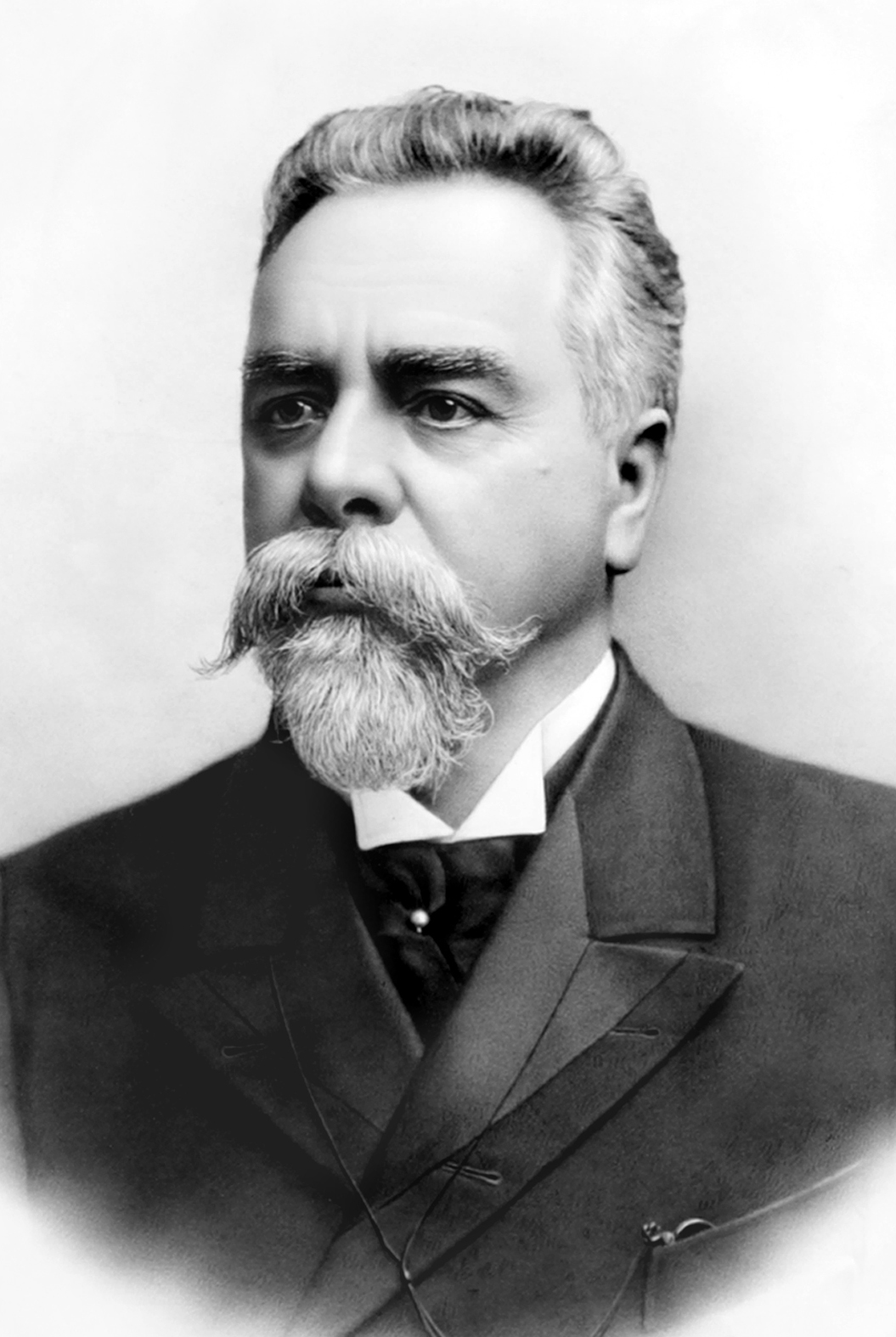
الرابعكامبوس ساليس1898–1902
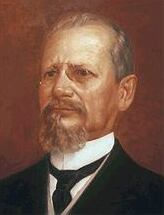
الخامسرودريغز ألفيز1902–1906
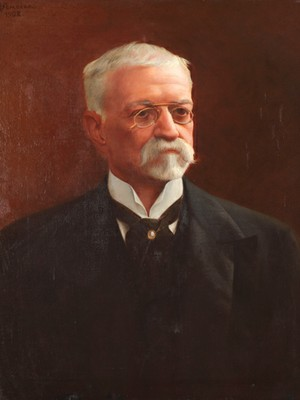
السادسأفونسو بينا1906–1909
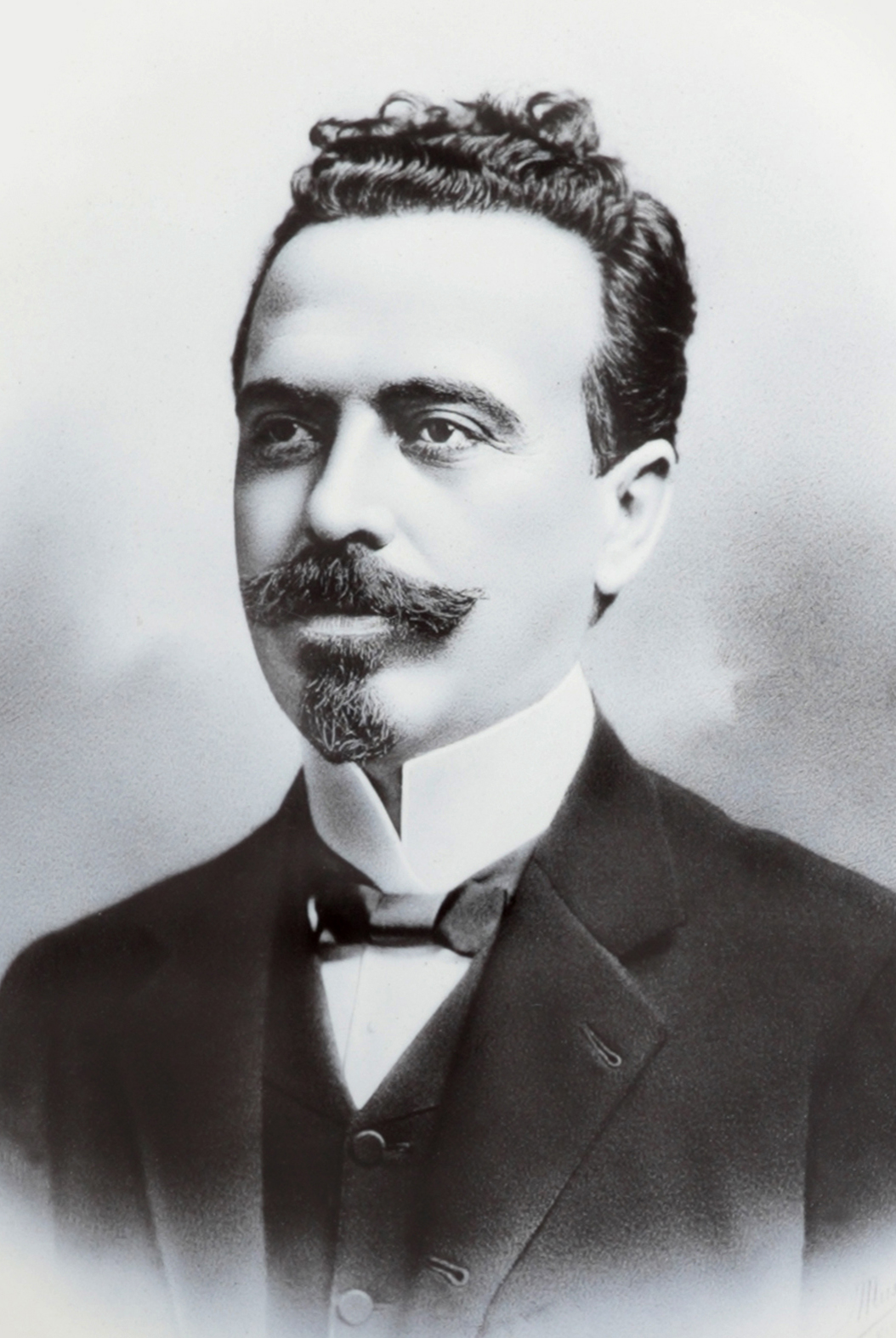
السابعنيلو بيسانيا1909–1910
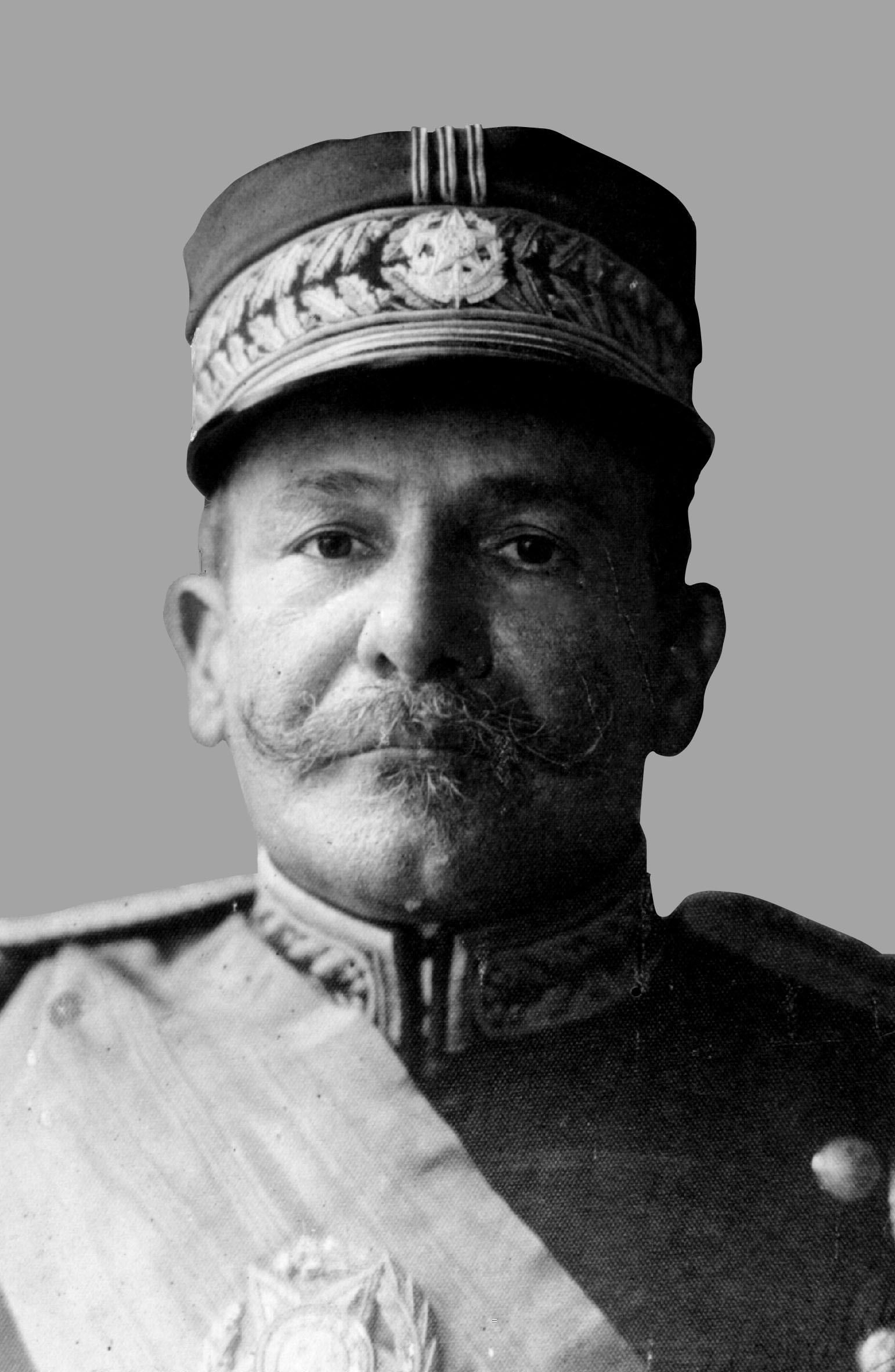
الثامنالمارشال هيرميس دا فونيسكا1910-1914
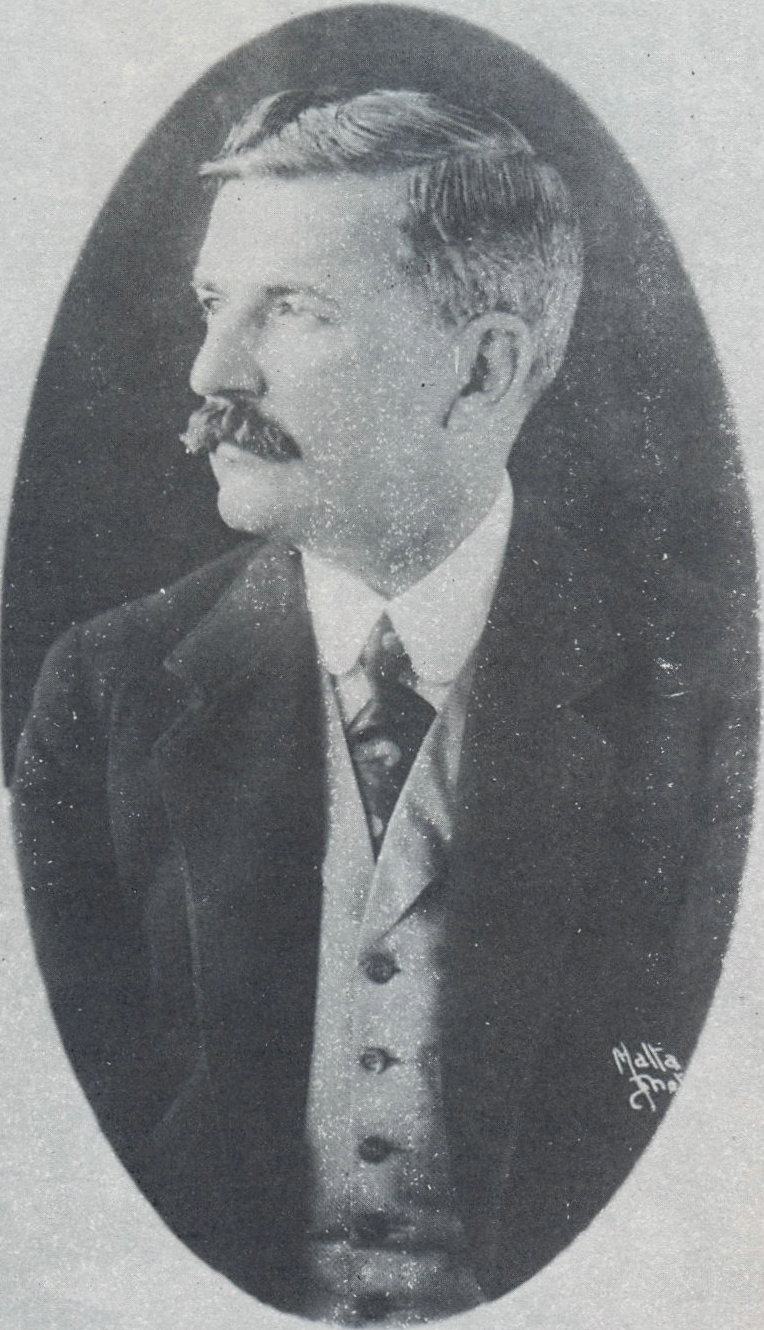
التاسعفينسيسلاو براس1914-1918
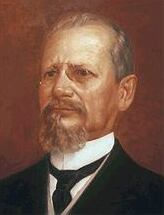
للمرة الثانيةرودريغز ألفيزلم يستلم المنصب رسميا
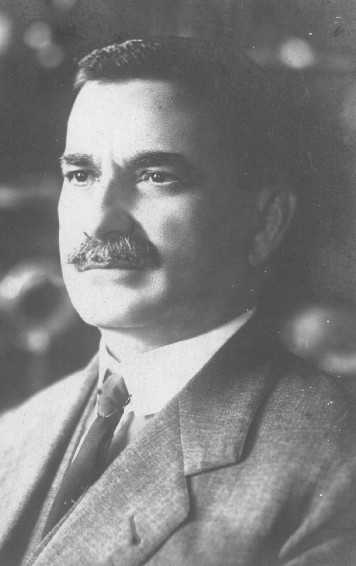
العاشرديلفيم موريرا1918–1919
الحادي عشرإبيتاسيو بيسوا1919–1922
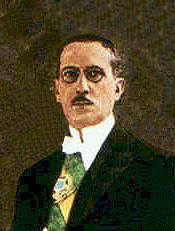
الثاني عشرأرتر برنارديس1926-1922
الثالث عشرواشنطن لويس بيريرا دي سوزا1926–1930
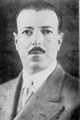
·جوليو بريستيسلم يستلم المنصب رسميا
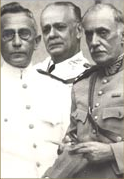
حكومة انتقاليةمجلس عسكري حاكم1930
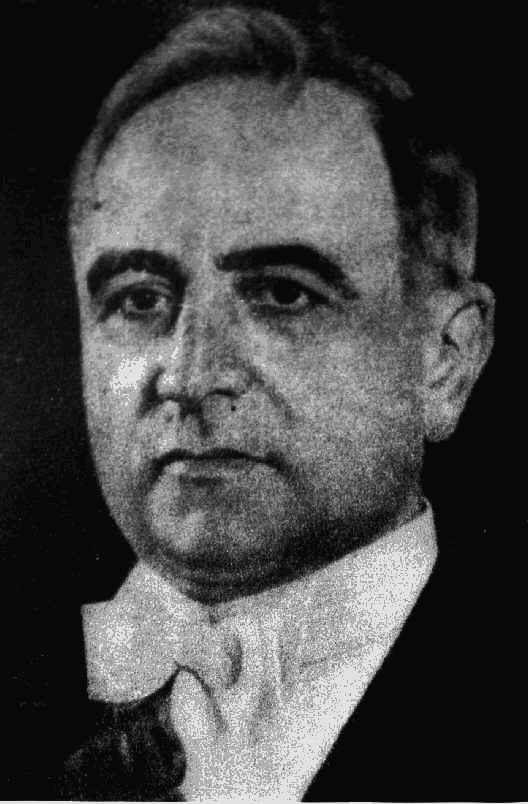
الرابع عشرجيتوليو فارجاس1930–1945
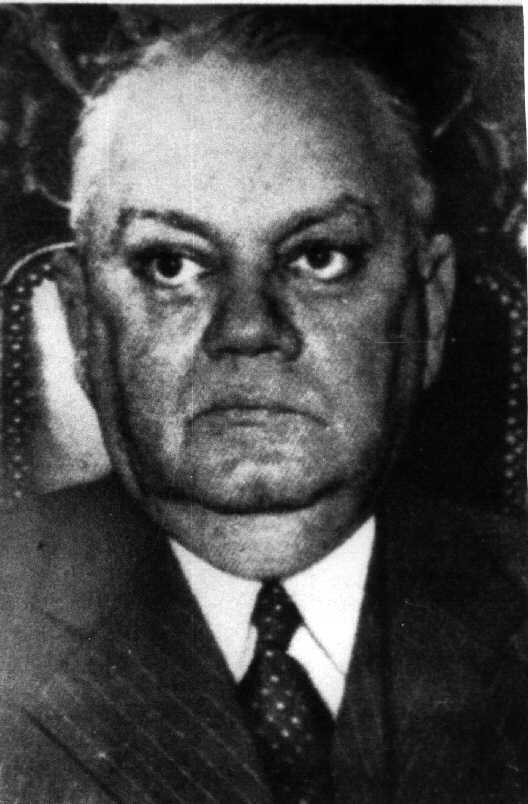
الخامس عشرجوسيه لينهاريس1945–1946
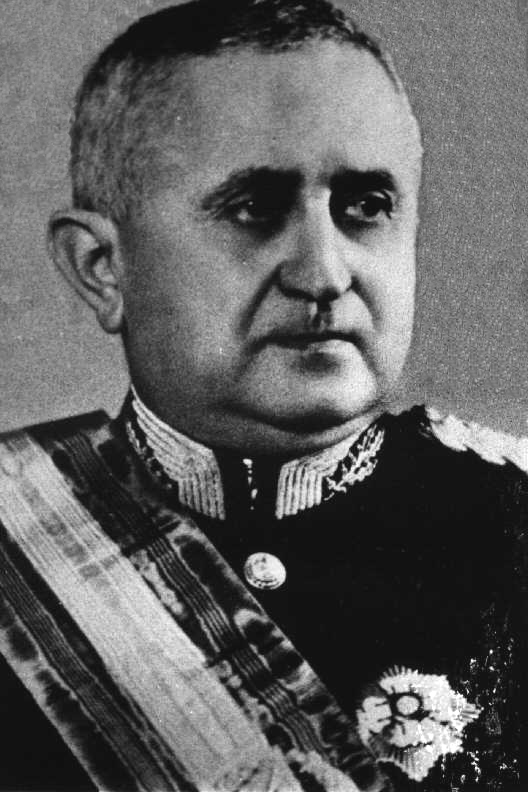
السادس عشرالمارشال يوريكو غاسبار دوترا1946–1951
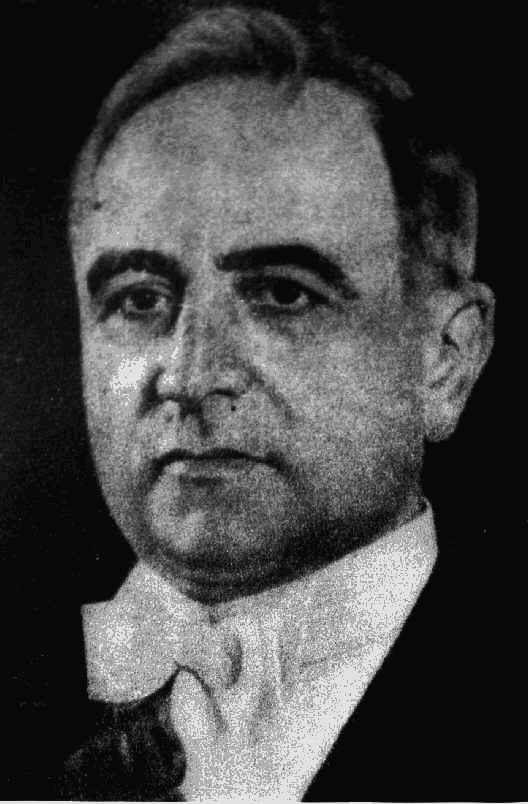
السابع عشر/مرة ثانيةجيتوليو فارجاس1951–1954
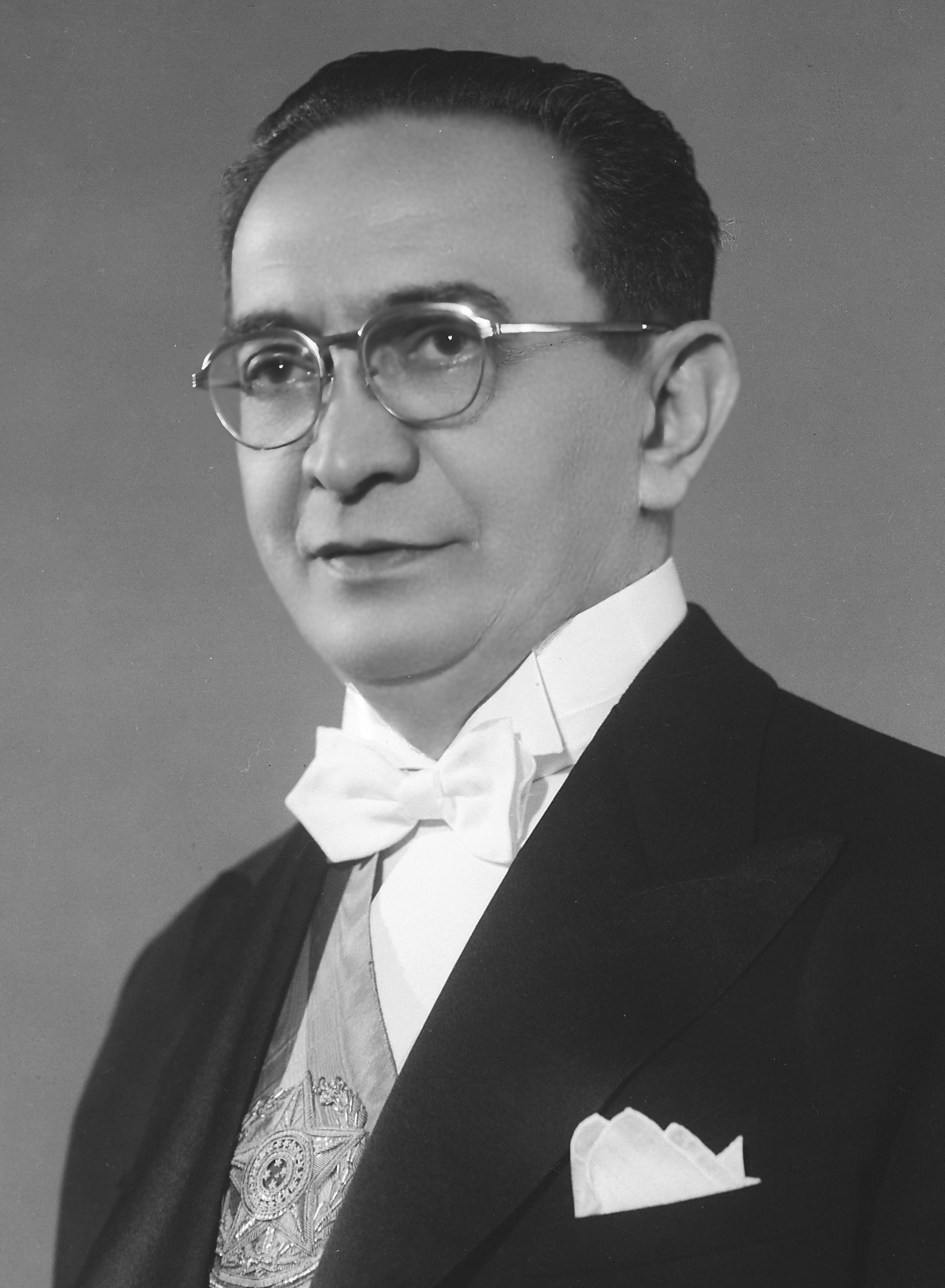
الثامن عشركافيه فيلهو1954–1955
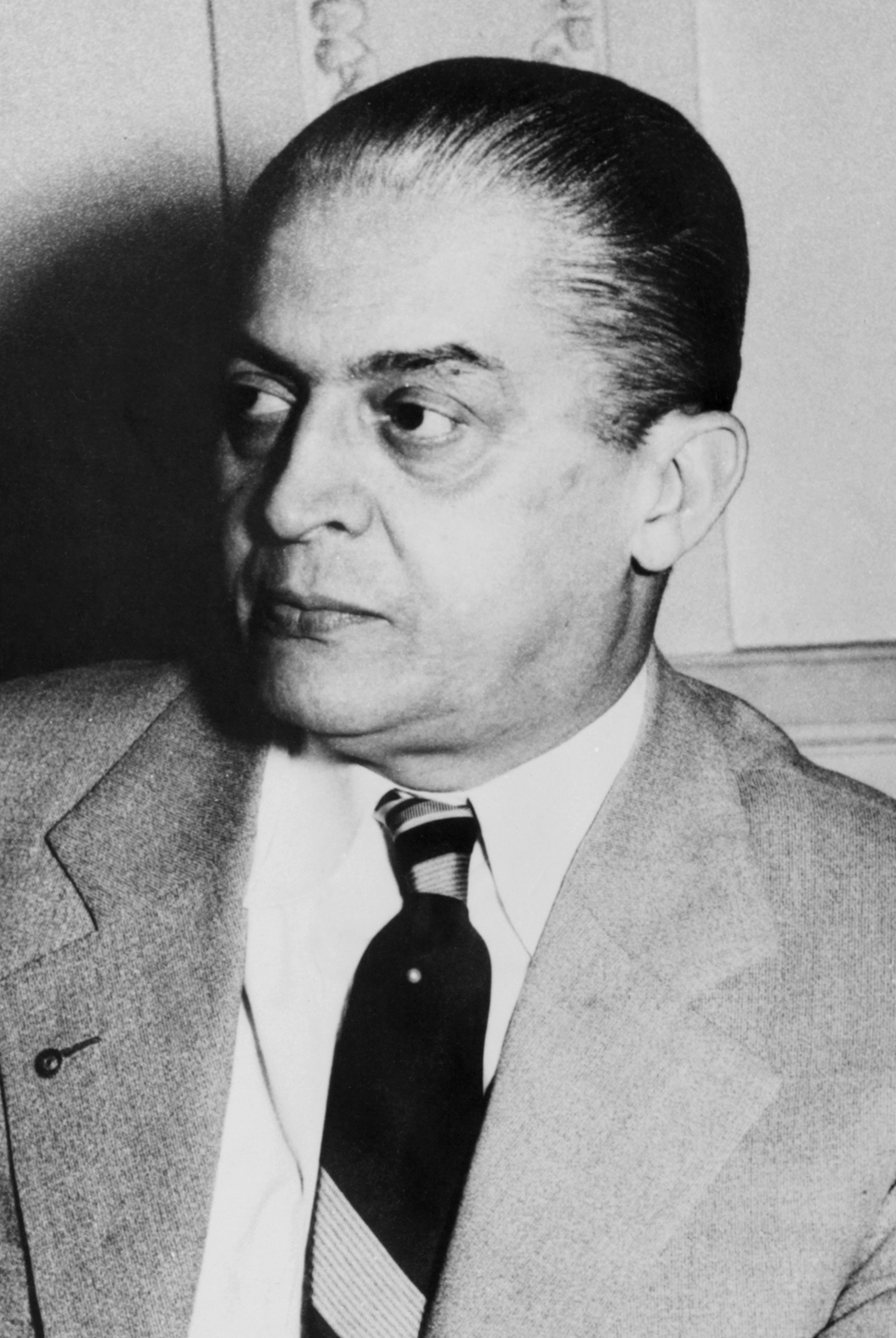
التاسع عشركارلوس لوز1955
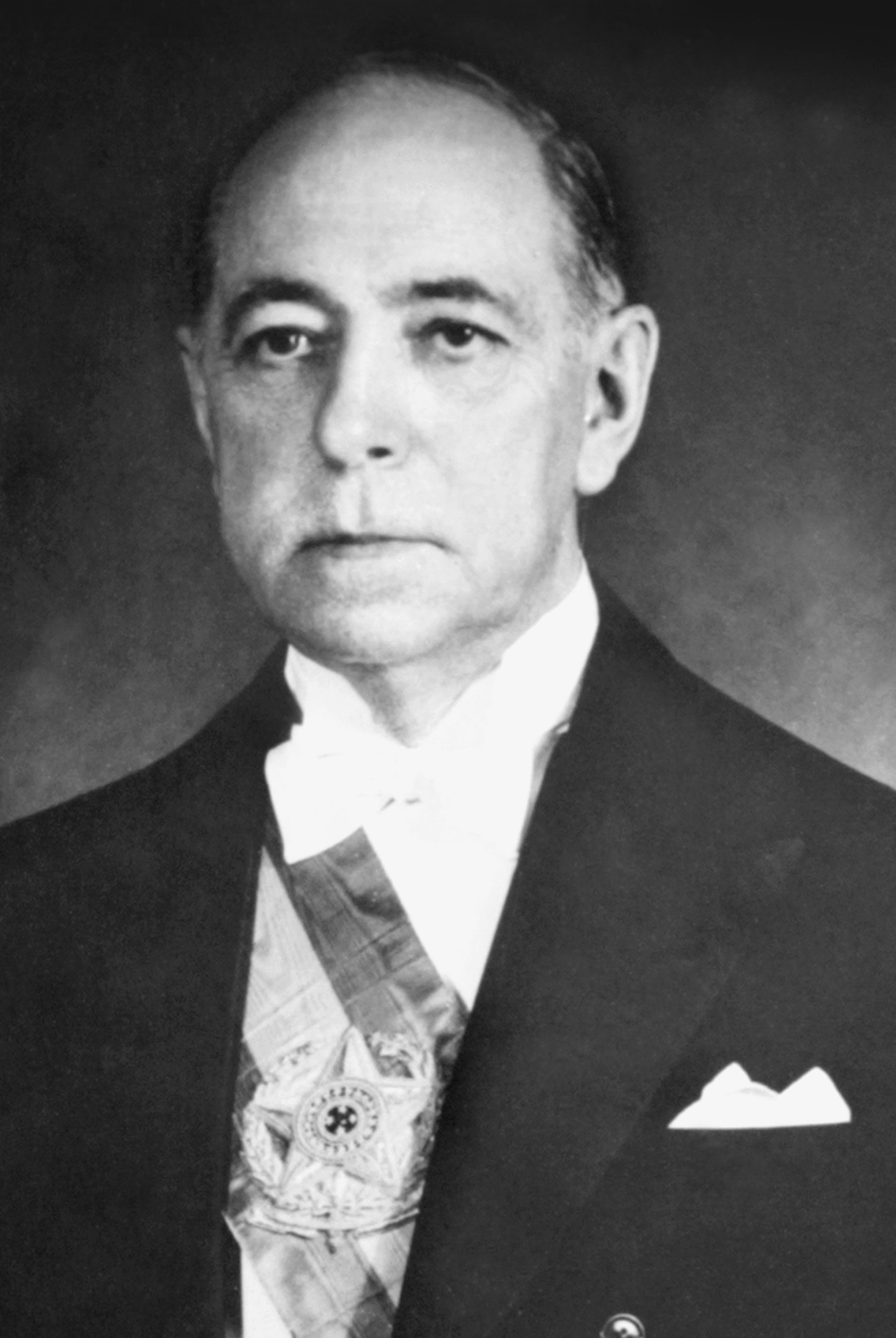
العشروننيريو راموس1955–1956
الحادي والعشرونجوسيلينو كوبيتشيك1956–1961
الثاني والعشرونجانيو كوادروس1961
الثالث والعشرونرانييري مازيلي1961
الرابع والعشرونجواو غولار1961–1964
الخامس والعشرون/مرة ثانيةرانييري مازيلي1964
السادس والعشرونالمارشال كاستيلو برانكو1964–1967
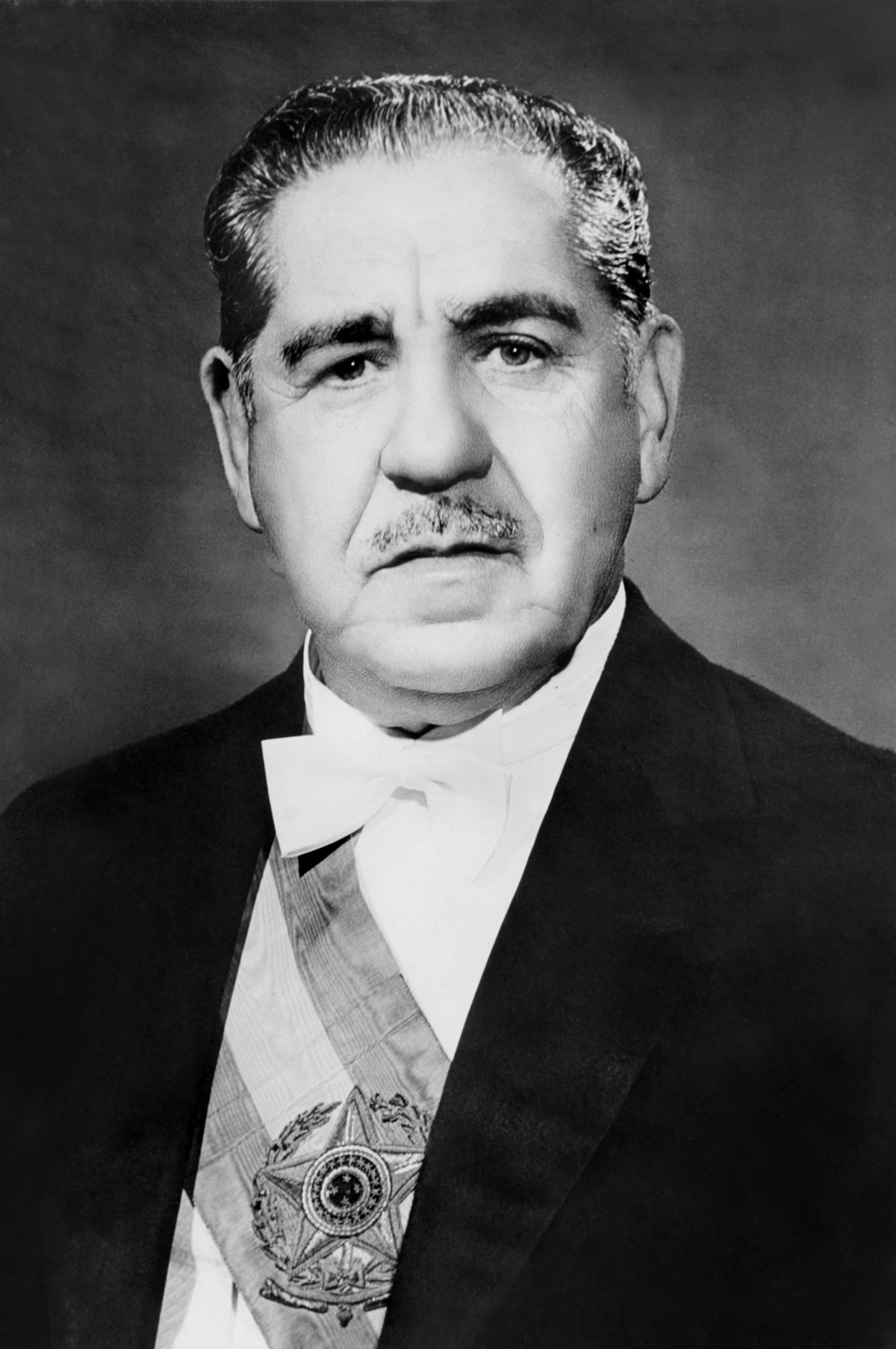
السابع والعشرونالمارشال كوستا إي سيلفا1967–1969
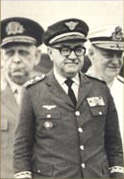
·مجلس حكم عسكري1969
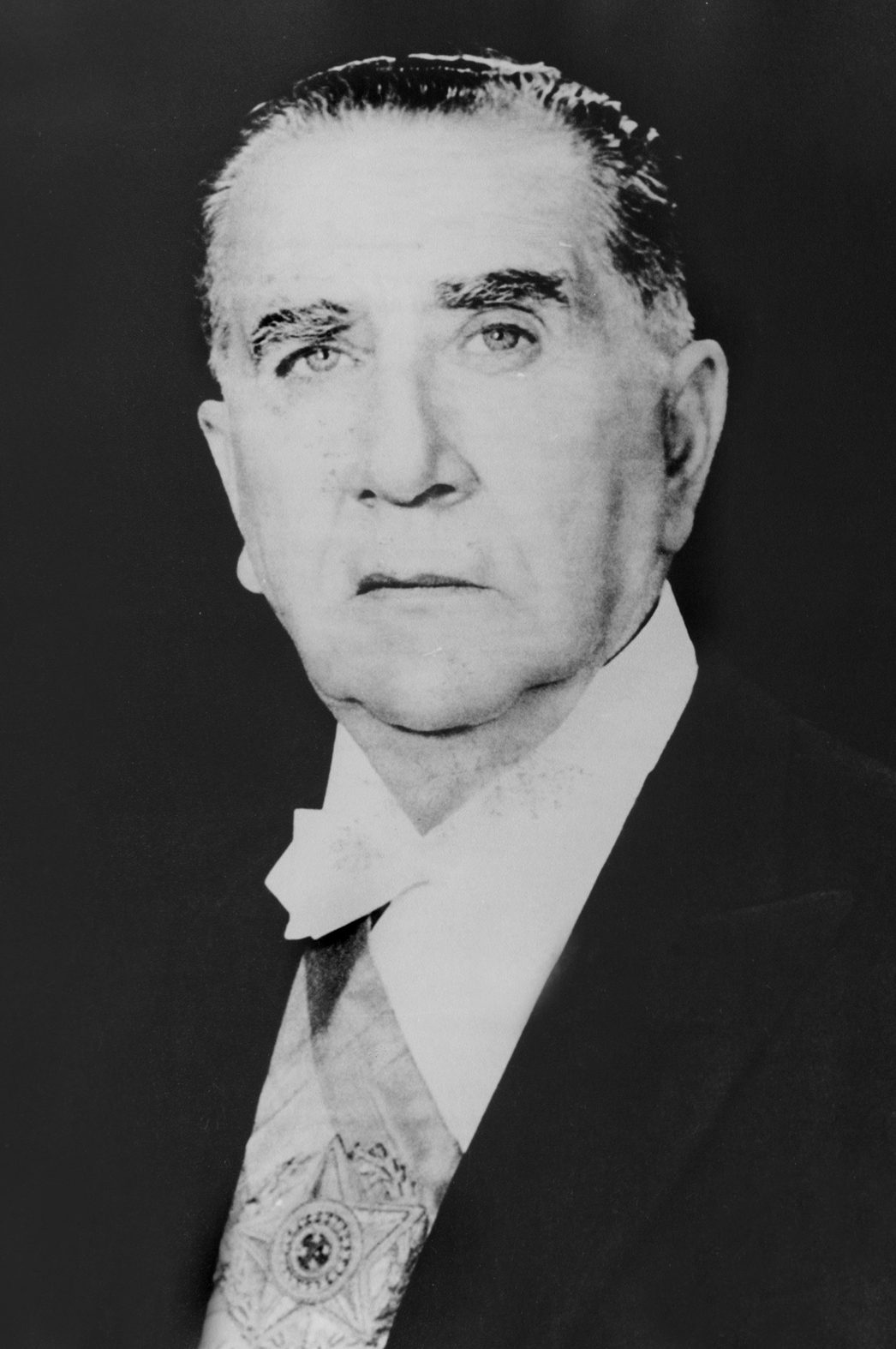
الثامن والعشرونالجنرال إميليو ميديسي1969–1974
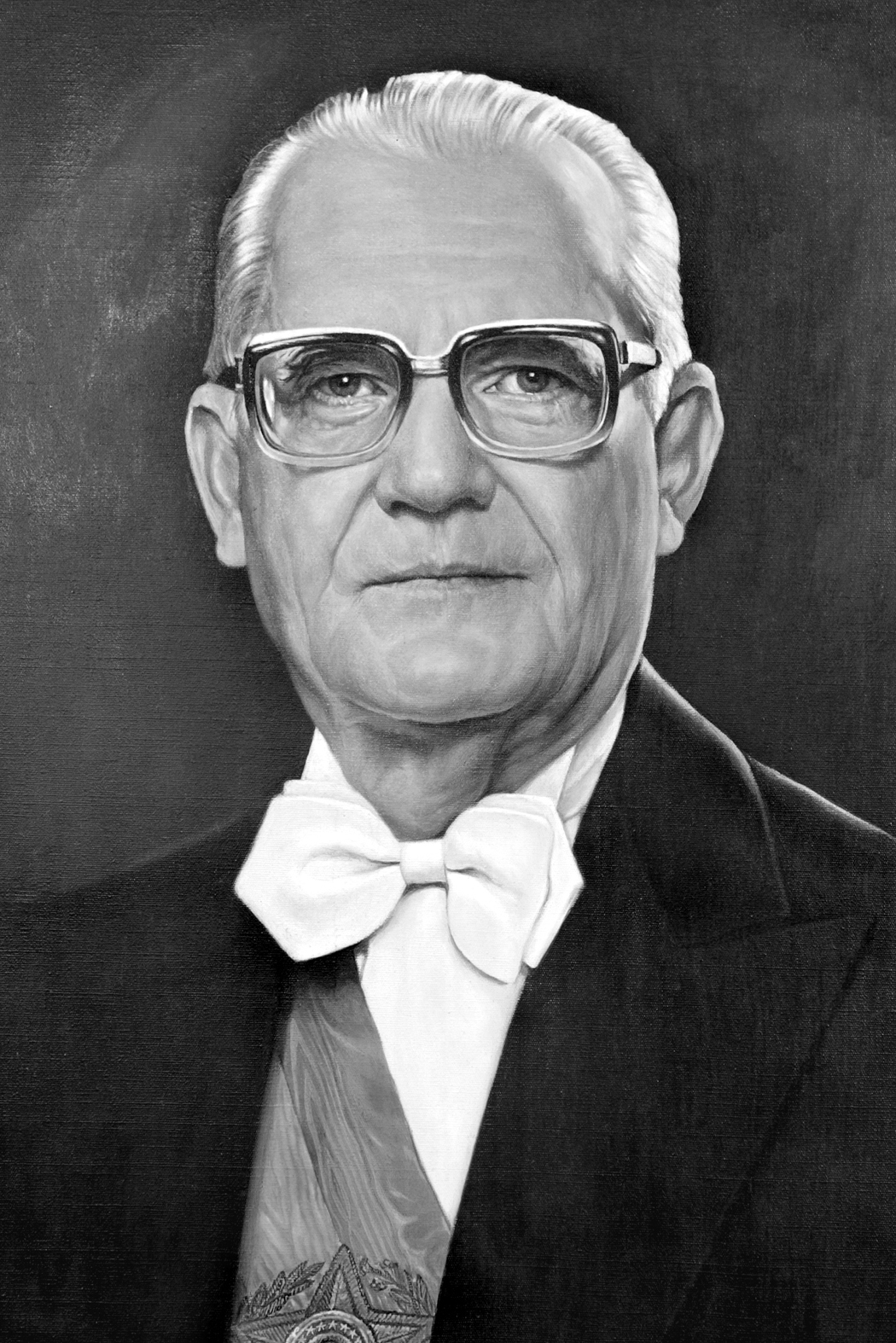
التاسع والعشرونالجنرال إرنستو جيزل1974–1979
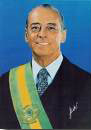
الثلاثونالجنرال جواو فيغيريدو1979–1985
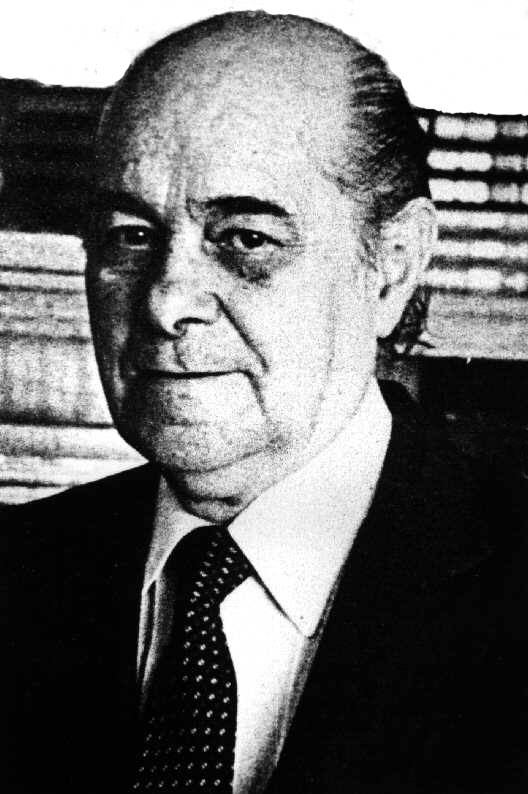
·تانكريدو نيفيسلم يستلم المنصب رسميا
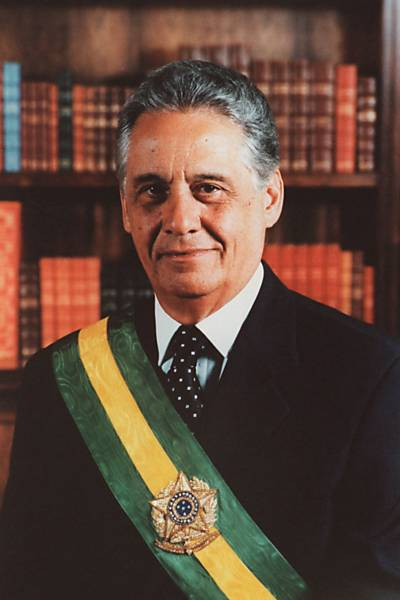
الرابع والثلاثونفيرناندو أنريك كاردوسو1995–2002
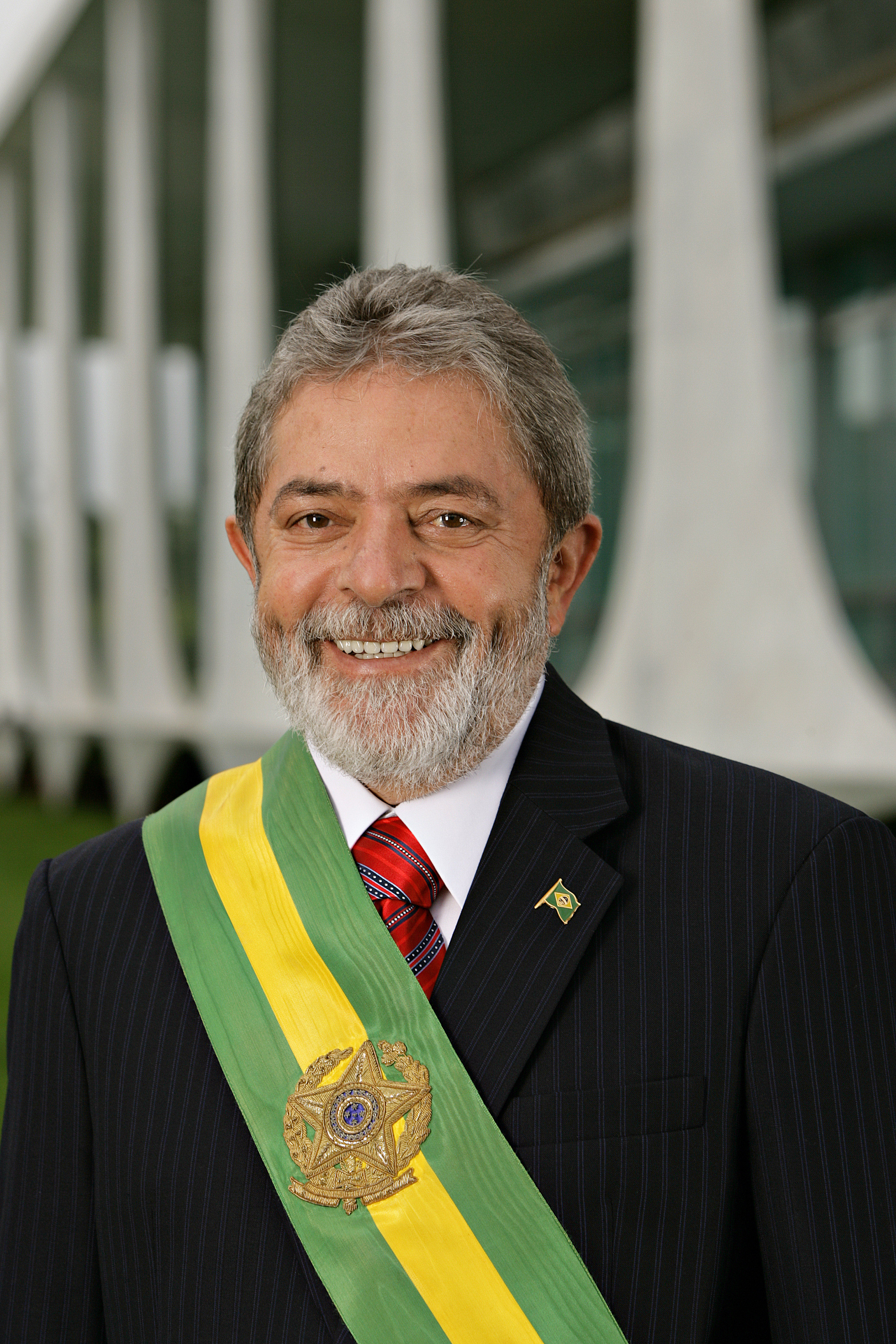
الخامس والثلاثونلويس إيناسيو لولا دا سيلفا2003–2010
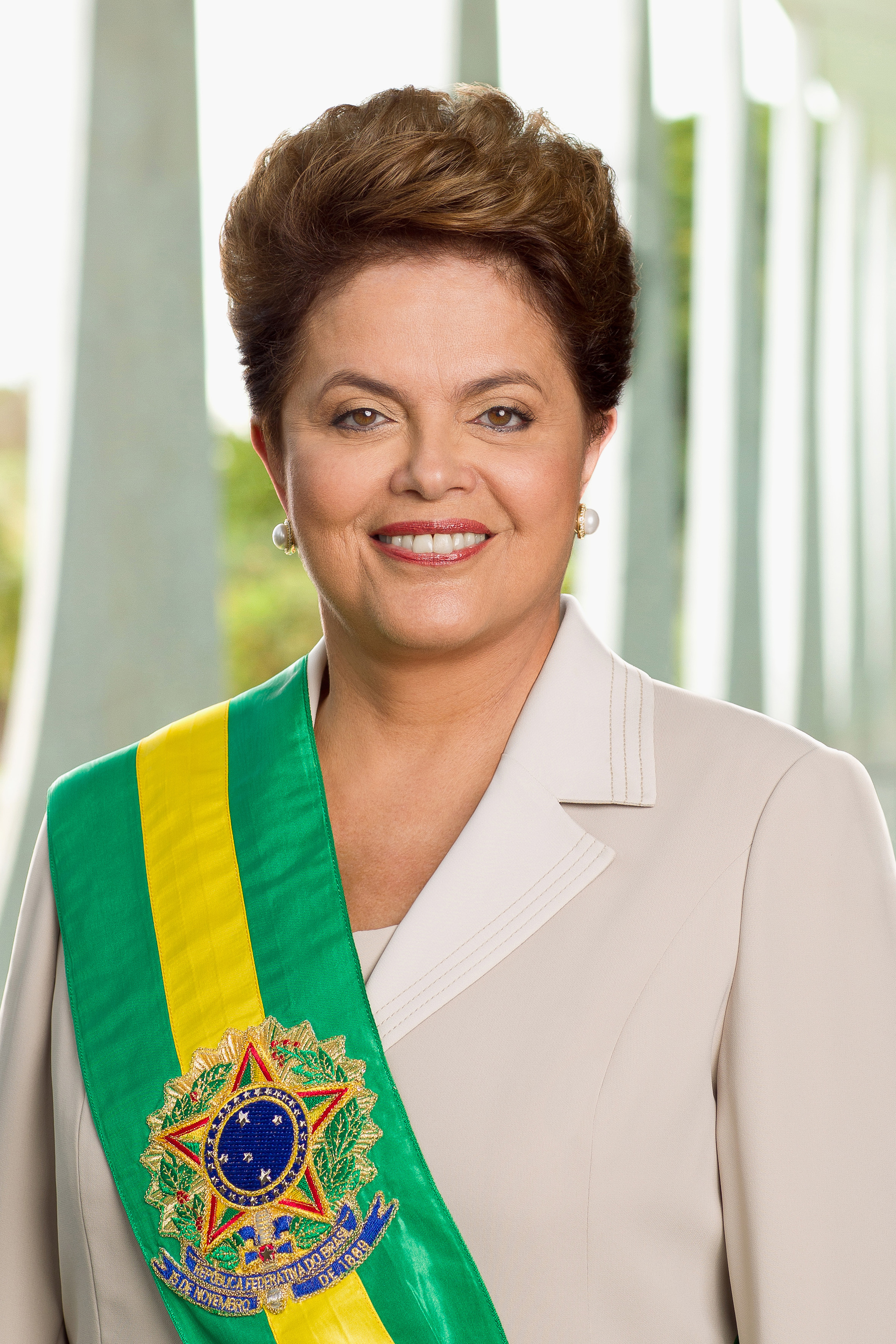
السادسة والثلاثونديلما روسيف2011 - 2016
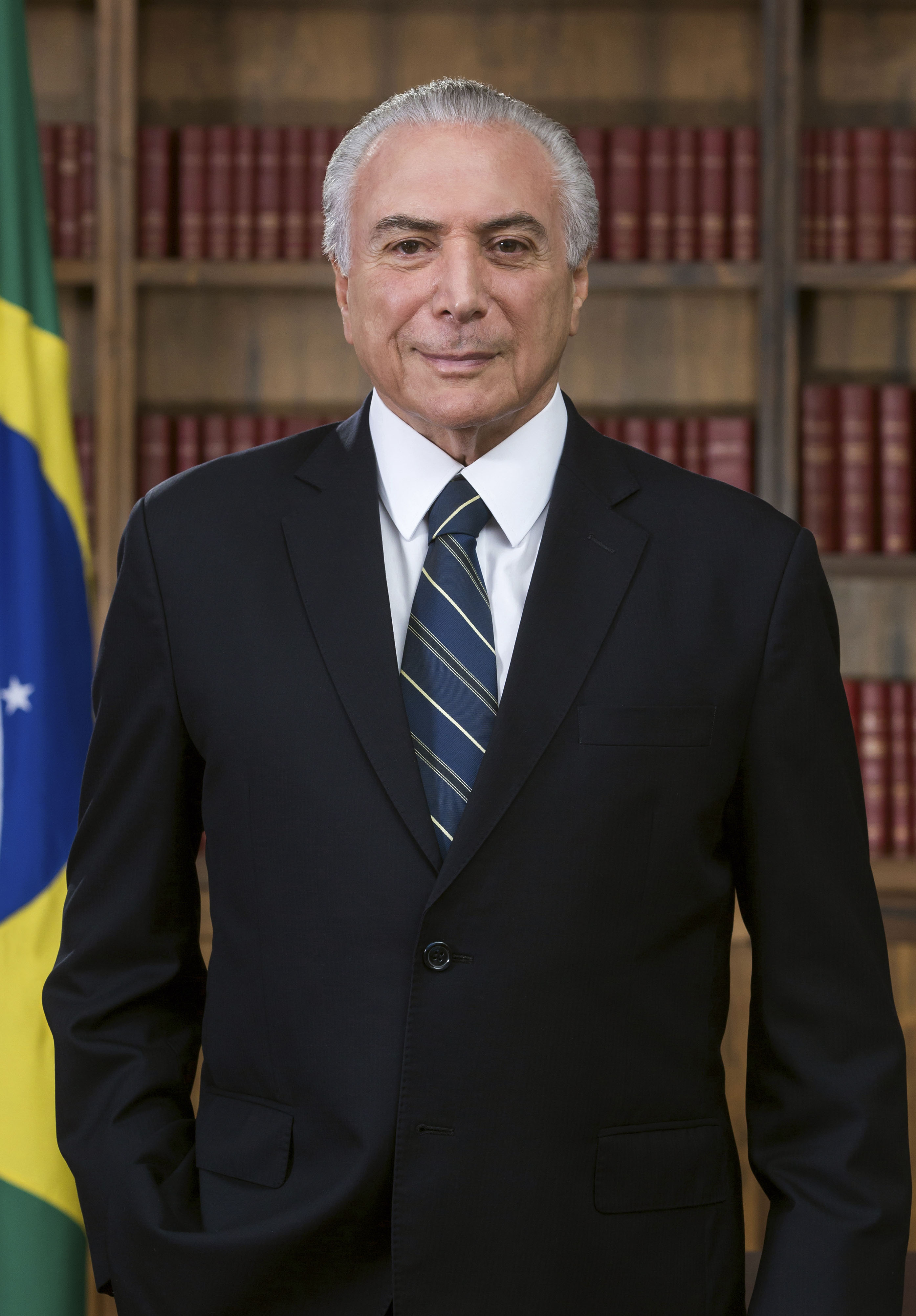
السابع والثلاثونميشال تامر2016 - 2018
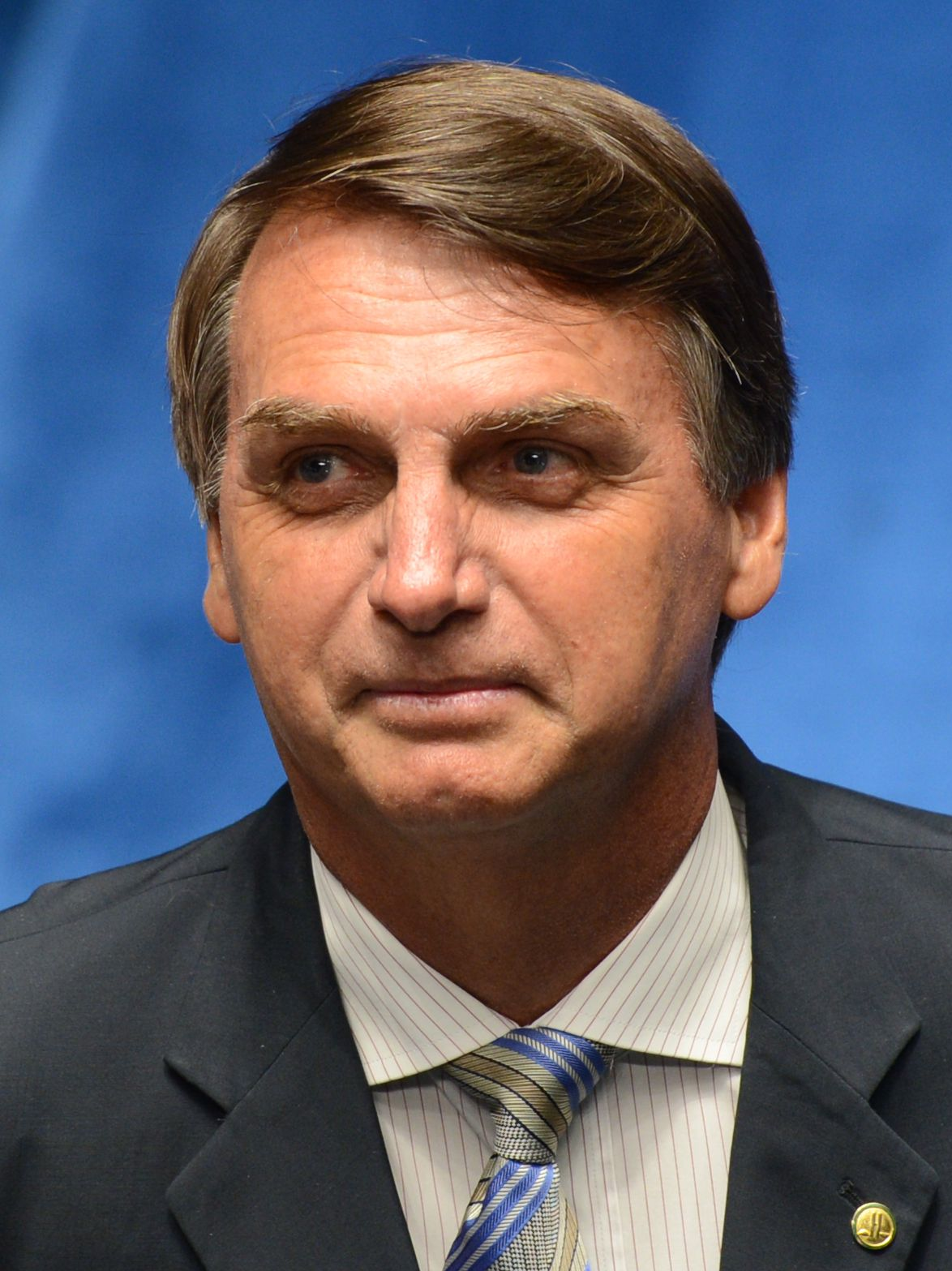
الثامن والثلاثونجايير بولسونارو(2019-2022)
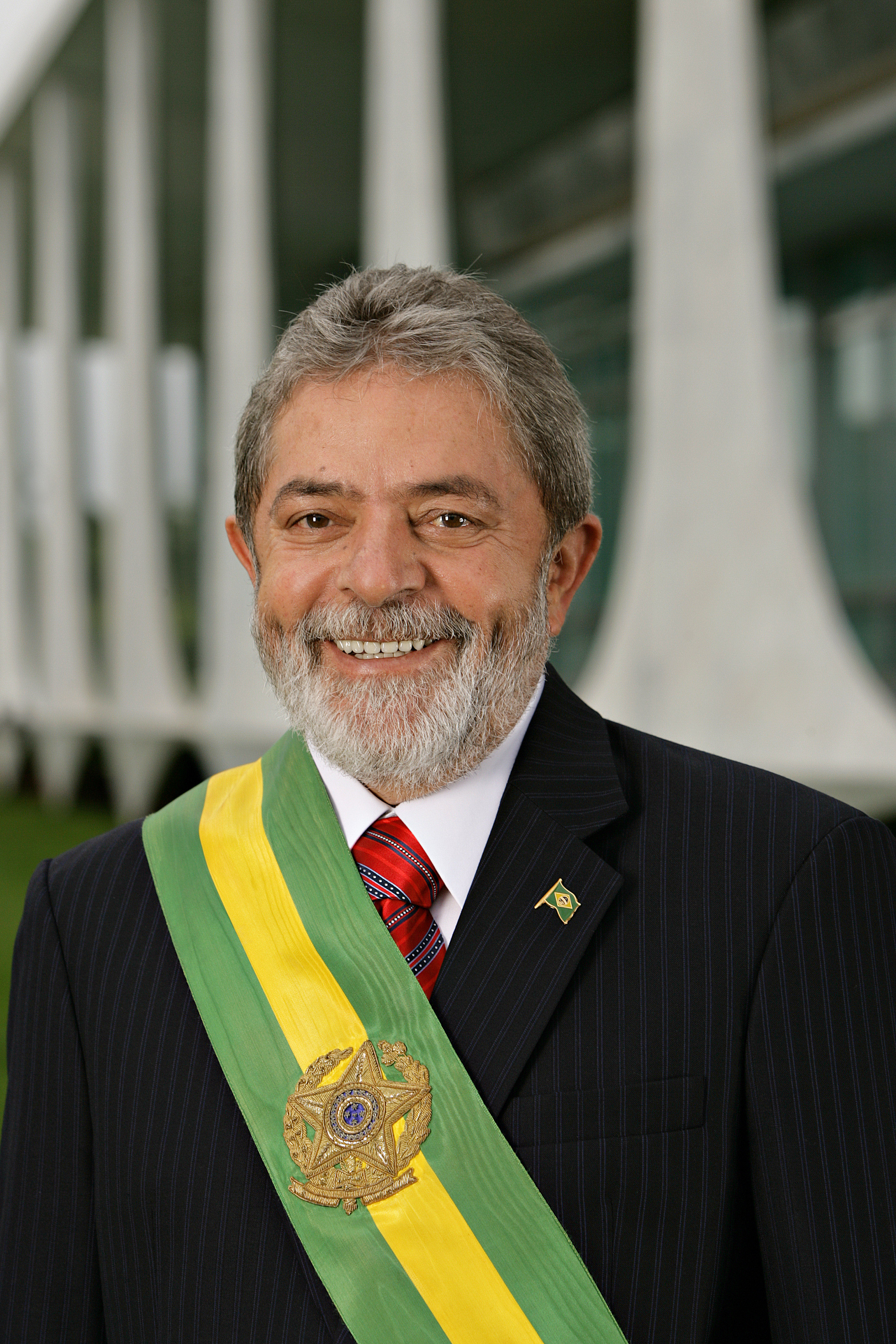
التاسع والثلاثونلويس إيناسيو لولا دا سيلفا2022–الآن

## وصلات خارجية
- الموقع الرسمي للرئاسة البرازيلية (بالبرتغالية)